# Дахажув
Дахажув (пол. Dacharzów) — село в Польщі, у гміні Вільчиці Сандомирського повіту Свентокшиського воєводства.
Населення — 165 осіб (2011).
У 1975-1998 роках село належало до Тарнобжезького воєводства.

## Демографія
Демографічна структура на день 31 березня 2011 року:
|          | Загалом | Допрацездатний вік | Працездатний вік | Постпрацездатний вік |
| -------- | ------- | ------------------ | ---------------- | -------------------- |
| Чоловіки | 83      | 17                 | 58               | 8                    |
| Жінки    | 82      | 19                 | 40               | 23                   |
| Разом    | 165     | 36                 | 98               | 31                   |